# گهرسرپاوران
گهرسرپاوران (Histioteuthidae) خانواده‌ای از سرپاورها هستند. آن‌ها در ژرفای حدود ۲۵۰۰ پا زندگی می‌کنند و می‌توانند کمی تغییر رنگ بدهند.